# Бабуничи
Бабуничи (бел. Бабунічы) — агрогородок в Петриковском районе Гомельской области Белоруссии. Административный центр Бабуничского сельсовета.
На востоке граничит с лесом.

## География

### Расположение
В 22 км на север от Петрикова, 14 км от железнодорожной станции Муляровка (на линии Лунинец — Калинковичи), 215 км от Гомеля.

### Гидрография
На западе мелиоративные каналы.

## Транспортная сеть
Транспортные связи по просёлочной, затем автомобильной дороге Лунинец — Гомель. Планировка состоит из 2 коротких, почти параллельных между собой улиц, ориентированных с юго-запада на северо-восток. Обособлена на востоке размещена короткая улица с широтной ориентацией. Застройка деревянная, усадебного типа.

## История
История д. Бабуничи начинается с 1795 года. Ранее Бабуничи принадлежали наследственным владельцам Иосифу и Александру Ходкевичам, а в 1795 г. находилась в арендном содержании у стражника Антония Юрьевича Мазаранского. В деревне насчитывалось 16 дворов, 63 души женского пола.
В реестре участников тяглых земель д. Бабуничи наиболее часто встречаются фамилии крестьян: Примак, Пантюк, Полторан, Кондрашевич, Глушко, Бардыга. По письменным источникам известна с XVII века как селение в Мозырском повете Минского воеводства Великого княжества Литовского. В 1700 году обозначена как деревня Бабыничи, 8 протяжённых и 1 пустая службы.

### После раздела
После 2-го раздела Речи Посполитой (1793 год) оказалась в составе Российской империи. Обозначена на карте 1866 года, которая использовалась Западной мелиоративной экспедицией, которая работала в этих местах в 1890-е годы. Согласно переписи 1897 года действовали церковь, хлебозапасный магазин. С 1904 года действовала школа.
В 1901 г. построено собственное здание для школы.

### Деревня с приходом Советской власти
С установлением Советской власти в деревне был организован совет крестьян. Первым председателем сельского совета был коммунист Сугрей Илья Тимофеевич.
В 1930 году был организован колхоз «Заветы Ильича». Председателем стал Полторан М. Г.
С 20 августа 1924 года центр Бабуничского сельсовета Петриковского района Мозырского (с 26 июля 1930 года и с 21 июня 1935 года до 20 февраля 1938 года), округа, с 20 февраля 1938 года Полесской, с 8 января 1954 года Гомельской областей. В 1930 году организован колхоз.

### Деревня в годы Великой Отечественной войны
Во время Великой Отечественной войны 2 ноября 1942 года каратели убили 20 жителей (похоронены в могиле жертв фашизма, в 2 км на восток от деревни, в лесу). 26 мая 1943 года отряд карателей напал на деревню, где размещалась партизанская застава 125-й Копаткевичской бригады. Партизаны приняли бой, но вынуждены были отступить. Рядом, в лесу, была организована засада и, при попытке оккупантов отойти из деревни, разбили их. Каратели потеряли 56 солдат и офицеров убитыми и ранеными. Гитлеровцы полностью сожгли деревню и убили 60 жителей. В боях около деревни погибли 4 советских солдата (похоронены в братской могиле на кладбище). На фронтах и в партизанской борьбе погибли 132 земляка — жители деревень Бабуничского сельсовета, память о них увековечивала скульптура солдата на пьедестале (в 2021 г. памятник был демантирован), установленная в 1968 году в центре деревни. На территории сельского совета находится братская могила трёх воинов, которых замучили враги.
Нельзя не вспомнить нашего земляка Глушко Иосифа Никифоровича (Болотникова), который родился в д. Бабуничи в 1915 году. Он являлся одним из организаторов и руководителей партизанского движения в Белоруссии. С августа 1941 года был организатором партизанских отрядов в Быховском, Могилевском и Петриковском районах. С июня 1942 года — командир партизанского отряда, который действовал в Петриковском районе. С 1943 года был комиссаром 130-й партизанской бригады Полесской области. Награждён двумя орденами и медалями. После войны проживал в Могилёве. Похоронен на родине в Бабуничах.

### Послевоенное время
Согласно переписи 1959 года центр совхоза «Заветы Ильича». Действуют средняя школа, Дом культуры, библиотека, фельдшерско-акушерский пункт, отделение связи, детский сад.

## Наши дни
В 2004 году деревню посетил президент Республики Беларусь Лукашенко Александр Григорьевич.
В 2010 году было построено новое здание школы.

## Население

### Численность
- 2004 год — 246 хозяйств, 656 жителей.

### Динамика
- 1795 год — 16 дворов.
- 1811 год — 27 дворов.
- 1850 год — 31 двор, 193 жителя.
- 1886 год — 296 жителей.
- 1897 год — 89 дворов, 583 жителя (согласно переписи).
- 1908 год — 750 жителей.
- 1917 год — 820 жителей.
- 1925 год — 99 дворов.
- 1940 год — 186 дворов, 520 жителей.
- 1959 год — 316 жителей (согласно переписи).
- 2004 год — 246 хозяйств, 656 жителей.
- 2019 год — 492 жителя.

## Известные уроженцы
- В. С. Полторан — белорусская писательница, заслуженный работник культуры Беларуси, лауреат Государственной премии БССР.
- А. А. Пантюк-Жуковский — белорусский художник[1].
- И. Н. Глушко[бел.] — комиссар 130-й партизанской бригады Полесской области во время Великой Отечественной войны.